# Bligh Water
Bligh Water is een deelzee van de Grote Oceaan die gelegen is tussen de Fijische eilanden Viti Levu, Vanua Levu en de Yasawa-eilanden. De zee is ongeveer 9.500 km² groot en vernoemd naar de Britse kapitein William Bligh.
De zee is relatief ondiep en begroeid met koraal.